# Shi Dongshan
Shi Dongshan (Hangzhou, 29 de diciembre de 1902 – Pekín, 23 de febrero de 1955), nacido como Shi Kuangshao, fue uno de los directores de cine y guionistas más destacados de la China precomunista, junto con Chen Liting, Cai Chusheng y Zheng Junli. Su película más notable fue Ocho mil li bajo las nubes y la luna, estrenada en 1947. Después de 1949 trabajó para el gobierno comunista, pero luego fue perseguido y se suicidó en 1955.

## Biografía
Shi Dongshan nació y creció en Hangzhou en la provincia de Zhejiang. A la edad de 17 años, dejó a su familia y se mudó a Zhangjiakou, donde trabajó brevemente como operador de radio. Se mudó a Shanghái dos años después, donde se convirtió en escenógrafo y actor ocasional para la Compañía de Cine de Shanghái (上海影戏公司).
A principios de la década de 1930, Shi era uno de los principales directores de la izquierdista Lianhua Film Company, junto con Cai Chusheng, Sun Yu y otros. Más tarde, se unió a otro estudio también de tendencia izquierdista, Yihua Film Company, a instancias del guionista Tian Han. Varios años después, volvió a cambiar de estudio. Durante esta época dirigió varias obras importantes para la nueva Xinhua Film Company, en particular una adaptación de la obra de teatro, El inspector general, de Nikolái Gógol titulada Night of the Debauche (1936), y la película de defensa nacional March of Youth.
Durante la segunda guerra sino-japonesa, huyó al interior de China junto con el gobierno nacionalista y dirigió películas de propaganda como Protect Our Land (1938). Después de la guerra, regresó a Shanghái y ayudó a fundar Kunlun Film Company, la sucesora de Lianhua. Fue con esta nueva productora con la que dirigió, quizás su película más conocida, Ocho mil li bajo las nubes y la luna (1947). Shi no recuperaría el nivel de popularidad como lo haría con las películas de su nueva productora, y su último gran trabajo se produjo después de la Revolución comunista china con Nuevos héroes y heroínas (1951).

### Muerte
Shi vivió en Hong Kong en 1948, pero se fue a Pekín en 1949 para trabajar para la recién fundada República Popular China. Fue nombrado jefe del Comité de Tecnología de la Oficina de Cine del Ministerio de Cultura, pero nunca se unió al Partido Comunista. Se convirtió en blanco de críticas políticas a finales de 1951 y se suicidó el 23 de febrero de 1955. Según su hijo, el primer ministro Zhou Enlai ordenó la confiscación de su nota de suicidio y se suprimió en la prensa la noticia de su suicidio.

## Filmografía selecta

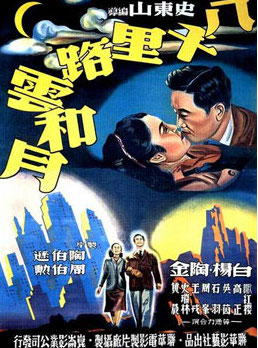
Ocho mil li bajo las nubes y la luna (1947) quizás su película más conocida

| Año  | Título en español                    | Título en chino | Compañía                      | Notas                                                                 |
| ---- | ------------------------------------ | --------------- | ----------------------------- | --------------------------------------------------------------------- |
| 1925 | Lamento de flores de álamo           | 楊花恨          | Shanghai Film Company         | También conocido como odio de Yanghua y Lamentos de sauce.            |
| 1926 | La felicidad de la madre             | 兒孫福          | Dazhonghua Baihe Film Company |                                                                       |
| 1926 | Vivir en el amor                     | 同居之愛        | Dazhonghua Baihe              |                                                                       |
| 1931 | Dos estrellas en la Vía Láctea       | 銀漢雙星        | Lianhua Film Company          |                                                                       |
| 1932 | Enfrentando la Crisis Nacional       | 共赴國難        | Lianhua                       | Codirigido con Cai Chusheng, Sun Yu y Wang Cilong                     |
| 1932 | Luchas                               | 奮鬥            | Lianhua                       |                                                                       |
| 1934 | Mujeres                              | 女人一畫        | Yihua Film Company            |                                                                       |
| 1936 | Noche del debauche                   | 狂歡之夜        | Xinhua Film Company           | Adaptación de la obra de teatro El inspector general de Nikolái Gógol |
| 1937 | Marcha de la juventud                | 青年進行曲      | Xinhua                        |                                                                       |
| 1938 | Proteger nuestra tierra              | 保衛我們的土地  |                               |                                                                       |
| 1939 | Buen esposo                          | 好丈夫          |                               |                                                                       |
| 1941 | La marcha de la victoria             | 勝利行進曲      |                               |                                                                       |
| 1947 | Ocho mil li bajo las nubes y la luna | 八千里路雲和月  | Kunlun Film Company           |                                                                       |
| 1951 | Nuevos héroes y heroínas             | 新兒女英雄傳    | Beijing Film Studio           |                                                                       |

## Biografía
- Pang, Laikwan (2002). Building a new China in cinema: the Chinese left-wing cinema movement, 1932-1937 (en inglés). Rowman & Littlefield Publishers. ISBN 978-0-7425-7222-5. OCLC 1250591004.
- Xiao, Zhiwei (1998). Encyclopedia of Chinese film (en inglés). Routledge. ISBN 978-0-203-19555-0. OCLC 76898497.
- Yeh, Wen-Hsin (2000). Becoming Chinese: Passages to Modernity and Beyond. University of California Press. p. 370. ISBN 9780520222182.